# Evasio Muraro
Evasio Muraro (Vizzolo Predabissi, ...) è un cantautore italiano.

## Biografia
Nato in piccolo paese tra le province di Milano e Lodi forma all'inizio degli anni ottanta i Settore Out, gruppo rock milanese con testi cantati in italiano con cui ha pubblicato 2 album. Nel 1995 il gruppo si scioglie e Muraro entra con Michele Anelli nei Flamingo e poi nei The Groovers dove suona il basso. Poi, senza però abbandonare il gruppo con cui suonerà fino al 2009, decide di intraprendere la carriera solista, il primo album Passi è del 2000, seguito nel 2002 da Canti di lavoro della Lombardia, lavoro di recupero di brani popolari in collaborazione con l'associazione Il Levante di Melegnano.
Produce in questo periodo 2 dischi dell Coro delle Mondine di Melegnano.
Si dedica poi recupero di canzoni della resistenza, dapprima assieme a Michele Anelli dei Groovers pubblica l'album Festa d'aprile nel 2006 con ospite Marino Severini dei Gang e l'anno seguente Siamo i ribelli.
Poi con Paolo Montanari, Michele Anelli e Francesco Marchetti pubblica Nome di battaglia: ribelli! - Viva! Canti di lotta e canti di resistenza nel 2009.
Nel 2009 pubblica il Canzoni per uomini di latta per la (Fragile/Universal), il disco viene accolto favorevolmente dalla critica.
Nel 2010 è la volta di O tutto o l'amore, il disco ottiene ottime recensioni tanto da essere considerato tra i migliori album usciti nell'anno. Hanno collaborato con l'autore per la realizzazione del disco Fidel Fogaroli alle tastiere, già con i Verdena, Daniele Denti e Maurizio Glielmo alle chitarre.
Nel 2013 ha pubblicato un nuovo album, Scontro tempo, realizzato con la collaborazione di un trio vocale (Gobar) e uno di musicisti (i FaNs) e che ha visto Chris Eckman dietro il mixer.

## Discografia

### Solista
- 2000 - Passi (ll Levante)
- 2002 - Canti di lavoro della Lombardia
- 2009 - Canzoni per uomini di latta (Fragile/Universal)
- 2010 - O tutto o l'amore (Fragile/Universal)
- 2013 - Scontro tempo (Volo Libero)

### Con Michele Anelli
- 2006 - Festa d'aprile
- 2007 - Siamo i ribelli
- 2009 - Nome di battaglia: ribelli! - Viva! Canti di lotta e canti di resistenza